# Club Central Jounieh (basket-ball)
Maillots
Le Club Central Jounieh (en arabe : نادي المركزية جونية) ou Al Markaziyya Jounieh est un club libanais de basket-ball fondé en 1985 et basé à Jounieh située à 20 kilomètres au nord de Beyrouth, capitale du pays. Le club est affilié au Collège Central de Jounieh.

## Histoire
Le 4 septembre 2024, le Club Central remporte le championnat de deuxième division et monte en première division. En finale il bat le Club Tadamon Hrajel en trois matchs (2-1).
Le 31 janvier 2025, l'équipe remporte la coupe de la Fédération battant en finale le Club Antonin Sportif (96-78).

## Palmarès
| National                                          |
| ------------------------------------------------- |
| - Coupe de la Fédération (1) : - Vainqueur : 2025 |

### Anciens joueurs
- Cleanthony Early
- Osiris Eldridge
- Jeremy Tyler
- Kenny Wooten